# Муто Юкі
Юкі Муто (яп. 武藤雄樹, нар. 7 листопада 1988, Префектура Канаґава) — японський футболіст, нападник клубу «Урава Ред Даймондс».
Виступав, зокрема, за клуб «Вегалта Сендай», а також національну збірну Японії.

## Клубна кар'єра
У дорослому футболі дебютував 2011 року виступами за команду «Вегалта Сендай», в якій провів чотири сезони, взявши участь у 70 матчах чемпіонату. Більшість часу, проведеного у складі «Вегалта Сендай», був основним гравцем атакувальної ланки команди.
До складу клубу «Урава Ред Даймондс» приєднався на початку 2015 року. Відтоді встиг відіграти за команду з міста Сайтама 67 матчів в національному чемпіонаті.

## Виступи за збірну
2015 року провів два матчі у складі національної збірної Японії в рамках Кубка Східної Азії 2015 року проти Північної Кореї (1:2) та Китаю (1:1), в кожному з яких забив по голу, ставши найкращим бомбардиром турніру.

## Титули і досягнення
- Володар Кубка Джей-ліги (1):

«Урава Ред Даймондс»: 2016
- Клубний чемпіон Азії (1):

«Урава Ред Даймондс»: 2017
- Володар Кубка банку Суруга (1):

«Урава Ред Даймондс»: 2017
- Володар Кубка Імператора (1):

«Урава Ред Даймондс»: 2018
- Найкращий бомбардир Кубка Східної Азії: 2015 (2 голи)